# 虹口

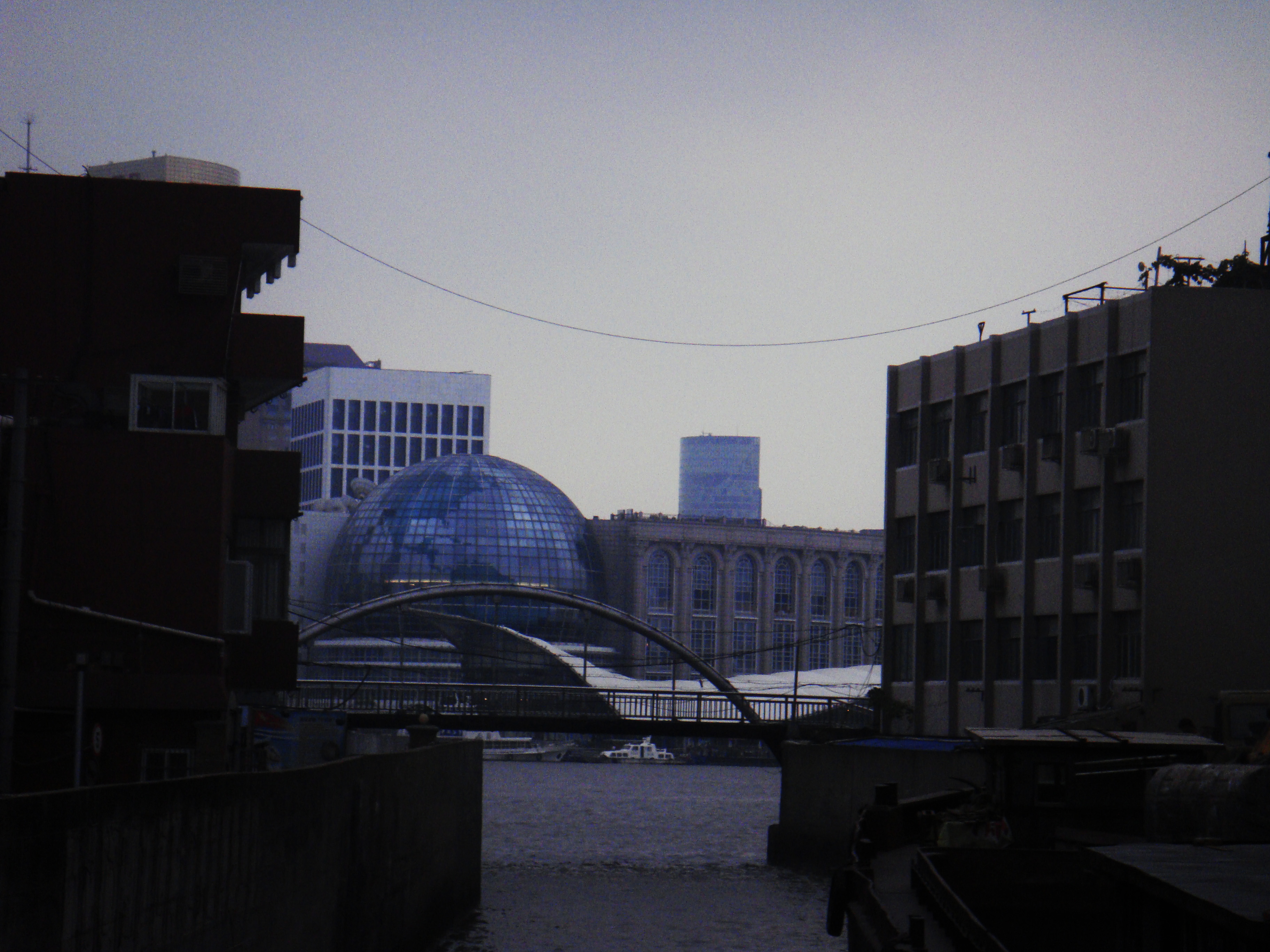
远处桥下河口即为虹口

虹口，上海地区名，位于上海市中心城区中部偏北侧的吴淞江与黄浦江交汇处附近的地区。原特指今虹口区南部和闸北区的东南部地区，现也常用于指代虹口区所辖区域。

## 名源
虹口一名来源于河口的名称。元代以前，吴淞江河道位于今河道的北侧。作为吴淞江的支流，上海浦起自十六铺东侧，流经宋家浜与范家浜汇合处（宋家浜即今吴淞江市区段河道，范家浜为苏州河口至庆宁寺间的黄浦江段），然后继续北流至今虹口港河道上的嘉兴路桥附近汇入吴淞江故道。元代之后，上海浦河道逐渐被南接的黄浦所侵占。因此原上海浦便被黄浦所替，其在吴淞江的河口也被改称为黄浦口。
明隆庆三年（1569年），海瑞疏浚吴淞江，其河道改由宋家浜流经。同时，以黄浦作为太湖泄洪主河道，吴淞江遂成为黄浦江的支流。而原上海浦汇入吴淞江故道河口附近的河道仍旧保留，保留的这段河流遂改称为沙洪，而其流入黄浦的河口则称为洪口。
清代中期，沙洪上修建一座跨河拱桥，即俗称的虹桥。上海开埠后，洪口逐渐被虹口所替代，遂一直沿用至今。

## 发展历史

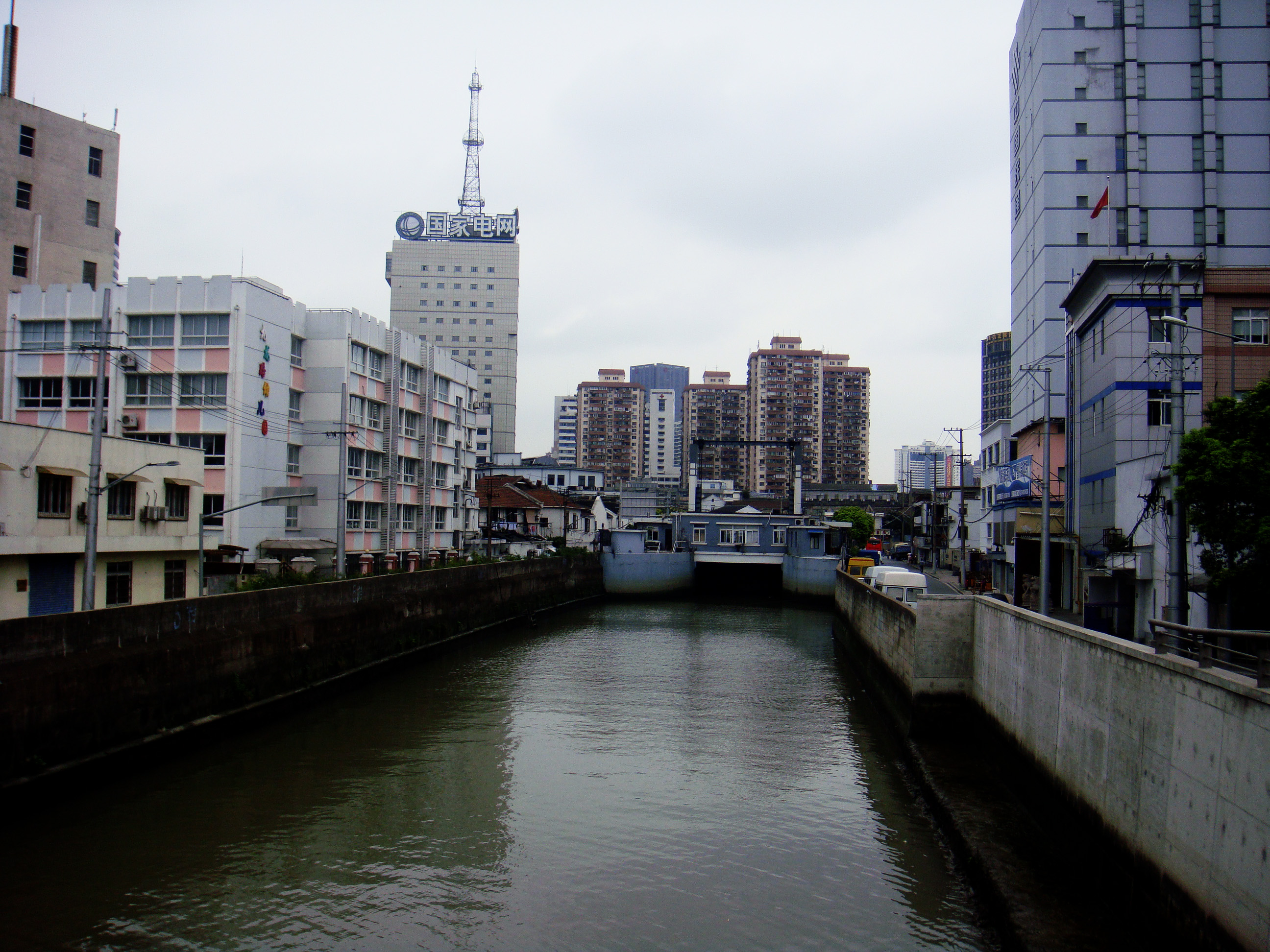
虹口港，原名沙洪、穿洪

在上海开埠前，虹口的东西两岸就已经形成小规模的集镇，因此虹口也逐步的从单一的河口名称延伸到河口附近的市镇，即内外虹口市。1848年，美国传教士购入与英租界相邻的虹口一带土地，即虹口美租界。1863年，上海道正式与美国签订条约，确定今武进路以南一带区域均划归美租界。随着租界的扩张，虹口的概念也突破原有的地域，虹口一词逐渐成为苏州河北地区租界的统称。之后历经多次租界展拓和越界筑路，虹口所指代的地区包括了除原地区外的今闸北区东南部、四川北路中段和北段直至虹口公园。
抗日战争胜利后，上海市政府于1947年更改行政区划名，将原先以数字编号的区名改为以地名为主。原十六区被更名为虹口区，虹口一词正式成为行政区划名称。1949年以后，虹口区在进行了多次行政区划改革后，至2011年，虹口广义上指代南抵苏州河，北至江湾镇，东接杨浦，西邻闸北的广大地区。